# Die Straße der Erfolgreichen
Die Straße der Erfolgreichen (Originaltitel: Flamingo Road) ist ein US-amerikanischer Film noir mit Joan Crawford unter der Regie von Michael Curtiz. Der Film wurde eine der erfolgreichsten Kinoproduktion des Studios für das Jahr 1949.

## Handlung
Die Tingeltangeltänzerin Lane Bellamy strandet eines Tages in Boldon City, als die Vaudeville-Show, in der sie auftritt, Auftrittsverbot erhält. Lane macht die Bekanntschaft des charmanten Hilfssheriffs Fielding Carlisle, der ganz unter dem Einfluss von Titus Semple, dem eigentlichen Herrscher über die Stadt, steht. Zwischen Lane und Fielding bahnt sich eine Romanze an, als Titus sich einschaltet. Er hat große Pläne mit Fielding, der kurz vor der Heirat mit der Tochter einer einflussreichen Familie steht. Unter einem Vorwand lässt er Lane verhaften und aus der Stadt weisen. Der Zufall kommt Lane zur Hilfe; sie bekommt eine Anstellung im Bordell von Lute Mae Sanders, in dem sich die männlichen Angehörigen der besseren Gesellschaft regelmäßig treffen, um diskret Geschäfte abzuwickeln oder sich einfach nur zu vergnügen. Bei der Gelegenheit macht Lane die Bekanntschaft des reichen Dan Reynolds, der als einziger in der Stadt wagt, Titus die Stirn zu bieten. Bald schon verlieben sich die beiden und Dan nimmt Lane mit auf seine Reisen nach Washington und New York. Eines Tages treffen sich Lane und Fielding wieder und die alte Leidenschaft kocht wieder hoch. Titus setzt alles daran, Lane zu vernichten und streut daher Verleumdungen, die Dan wirtschaftlich ruinieren. In einem letzten Show-Down erschießt Lane in einem Handgemenge versehentlich Titus. Dan verspricht, auf sie zu warten, sollte sie zu einer Haftstrafe verurteilt werden.

## Hintergrund
Für ihre Darstellung in Solange ein Herz schlägt gewann Joan Crawford auf der Oscarverleihung 1946 den Oscar als beste Hauptdarstellerin und auch die nächsten Filme Humoreske und Hemmungslose Liebe blieben auf dem hohen Niveau. Gegen Ende der Dekade allerdings sah sich Crawford denselben Problemen gegenüber, die sie seinerzeit zum Wechsel von MGM zu Warner Brothers veranlasst hatten. Das Studio gab ihr keine adäquaten Drehbücher und neue Stars wie Jane Wyman erhielten mehr Aufmerksamkeit als etablierte Namen wie Crawford oder Bette Davis. Es dauerte über ein Jahr, ehe die Schauspielerin ein geeignetes Skript fand. Die Straße der Erfolgreichen basiert auf dem gleichnamigen literarischen Vorlage von Robert Wilder, die zu einem nur mäßig erfolgreichen Bühnenstück adaptiert wurde.
Das Studio vertraute die Regie erneut Michael Curtiz an und gab ein Drehbuch in Auftrag, das sich eng an der Grundstruktur von Solange ein Herz schlägt orientierte: eine Frau aus niedrigen Verhältnissen erkämpft sich gegen jeden Widerstand ein Leben in Reichtum und mit teuren Kleidern. Curtiz verhalf den nicht immer glaubhaften Ereignissen zum notwendigen Tempo und konnte sich dabei auf exzellente Nebendarsteller verlassen. Dreh- und Angelpunkt der gesamten Handlung bildete der korrupte, intrigante Charakter von Titus Semple. Sydney Greenstreet bot eine seiner besten Darstellungen als sinistre graue Eminenz, die eine ganze Stadt in Angst und Schrecken hält.
Die heute noch bekannteste Dialogzeile ergibt sich aus einer heftigen Konfrontation zwischen Lane und Titus. Nachdem dieser Lane beleidigt hat, schildert sie ihm das Schicksal eines Elefanten, der im Zirkus Amok lief und deshalb erschossen werden musste. Sie endet mit einem direkten Blick auf den sehr korpulenten Titus:

„Sie glauben nicht, welche Probleme es mit sich bringt, einen toten Elefanten zu beseitigen!“

Crawford äußerte sich Jahre später im Gespräch mit Roy Newquist alles andere als enthusiastisch über das Projekt.

„Ein weiterer Reinfall. Das Drehbuch war schlecht, Curtiz war schlecht, ich war schlecht. Der Film kam einfach nicht rüber, das ist alles. Und ein weiterer Fall, wo mich mein Urteilsvermögen völlig im Stich ließ. Als wir den Film drehten, dachte ich noch, es würde ein guter Film werden. Ich frage mich manches Mal, ob es nicht einer der Filme war, die später beim Schnitt verhunzt wurden.“

## Kinoauswertung
Mit Kosten von 1.528.000 US-Dollar war Die Straße der Erfolgreichen eine durchschnittlich teure Produktion, allerdings lag das Budget bereits deutlich unter den Ausgaben für die beiden vorherigen Filme der Schauspielerin. Die Einspielergebnisse in den USA lagen bei 2.263.000 US-Dollar, zu denen noch einmal 633.000 US-Dollar aus dem Ausland hinzukamen. Mit einem Gesamtergebnis von 2.896.000 US-Dollar wurde der Film zum finanziell erfolgreichstem Verleih des Studios für das Jahr 1949 in den USA.

## Kritiken
Die Kritiken waren meist negativ. Sie bemängelten den Mangel an Logik und das mitunter übertriebene Agieren der Schauspieler.
Bosley Crowther, der in seiner gesamten Karriere kein einziges gutes Wort für Joan Crawford übrig hatte, meinte in der New York Times:

„Von einer dramatischen Krise zur nächsten bewegt sich [Joan Crawford] wie ein Automat. Ihr Gesicht, dick verkleistert mit Make-Up, ist eine alters- und emotionslose Maske.“

Howard Barnes äußerte sich etwas freundlicher in der New York Herald Tribune

„Joan Crawford widmet sich mit Gusto dieser absolut unglaubwürdigen und unlogischen Rolle. Als Zirkusdarstellerin, die entschlossen den Aufstieg in einer amoralischen Stadt versucht, ist sie attraktiv und lebendig.“

Positiv fällt hingegen das Urteil im Lexikon „Filme im Fernsehen“ von 1990 aus. Der Film sei:

„(e)ine Studie über Skrupellosigkeit. Brillantes Zusammenspiel von Crawford und Greenstreet als korrupter Politiker.“